# Lira sarda
La lira sarda fue la moneda del Reino de Cerdeña entre el 6 de agosto de 1816 y el 17 de marzo de 1861.

## Historia
Se subdividía en 100 centesimi (centesimo en singular) y equivalía en valor al franco francés (4,5 gramos de plata), que se había utilizado anteriormente como moneda del Reino de Cerdeña, habiendo sustituido al escudo piamonteso en 1801. La lira sarda era poco más que otra versión del franco francés, podía circular también en Francia y las monedas francesas podían circular en Piamonte (la parte continental del Reino de Cerdeña). La lira sarda fue sustituida a la par por la lira italiana en 1861, como consecuencia del proceso de unificación italiana. Al igual que la mayoría de las monedas del siglo XIX, la lira sarda no se vio afectada por episodios significativos de inflación durante toda su existencia.

## Monedas
En 1816, el rey Víctor Manuel I emitió monedas de plata de 5 libras y de oro de 20 libras. Antes de su abdicación en 1821, también emitió una nueva moneda de oro de 80 libras esterlinas. El rey Carlos Félix siguió en 1821 y 1822 acuñando oro de 40 libras y 80 libras, respectivamente. También amplió la nueva moneda en Cerdeña que, al no haber sido conquistada por Napoleón, había conservado su escudo sardo. Se añadieron plata c.50, £1 y £2 en 1823, seguido de cobre c.1, c.3 y c.5 en 1826, y plata c.25 en 1829. Finalmente, el rey Carlos Alberto añadió nuevas monedas de oro de £ 10, £ 50 y £ 100 en 1832, mientras que el rey Víctor Manuel II continuó con las monedas de su padre. En cada moneda, el monarca gobernante tenía en latín el nombre de Rey de Cerdeña, Chipre y Jerusalén por la Gracia de Dios en el anverso, y Duque de Saboya, Génova y Montferrato, Príncipe de Piamonte, etc., en el reverso.